# Tenor dramático

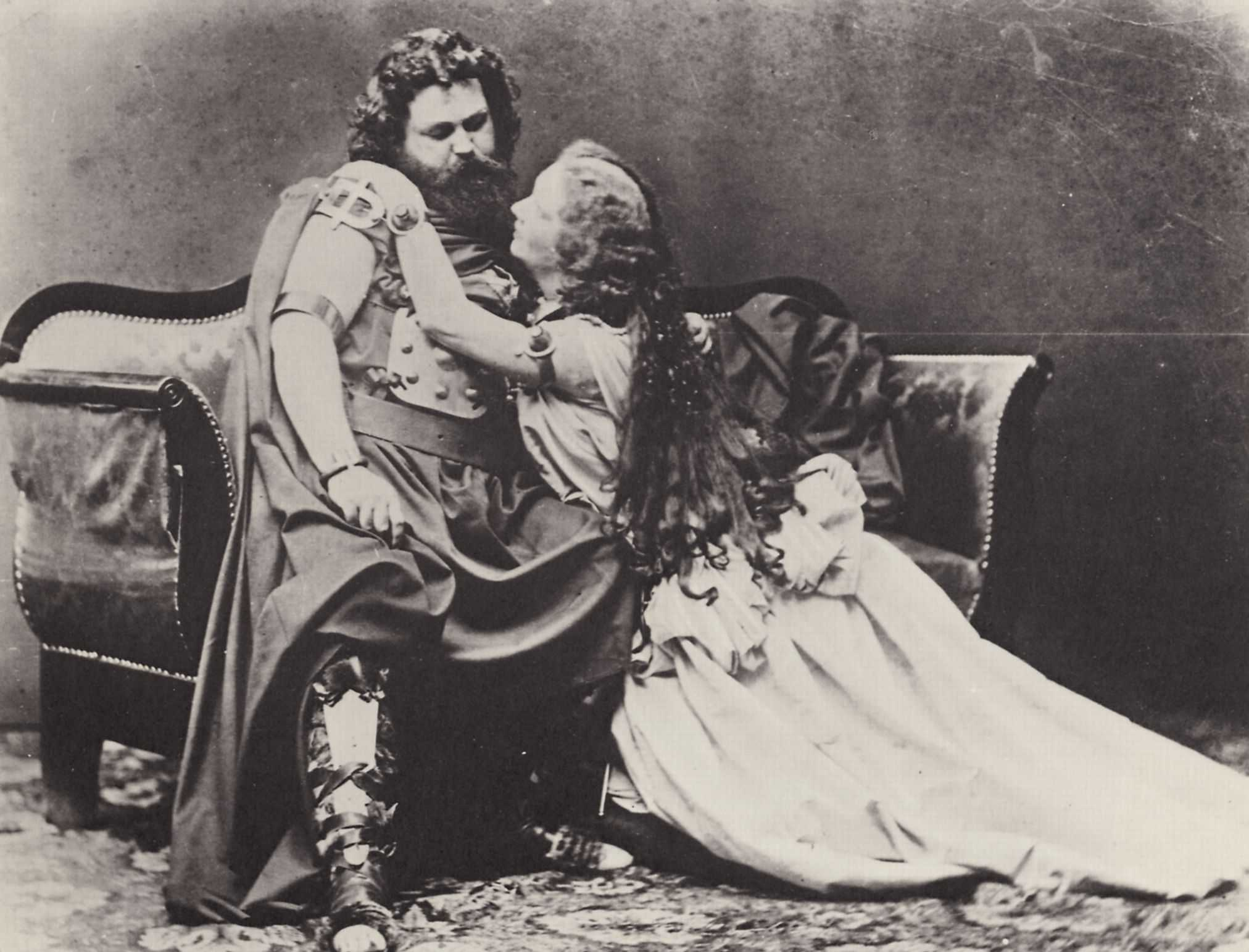
Ludwig y Malwine Schnorr von Carolsfeld 1865 en Tristan und Isolde

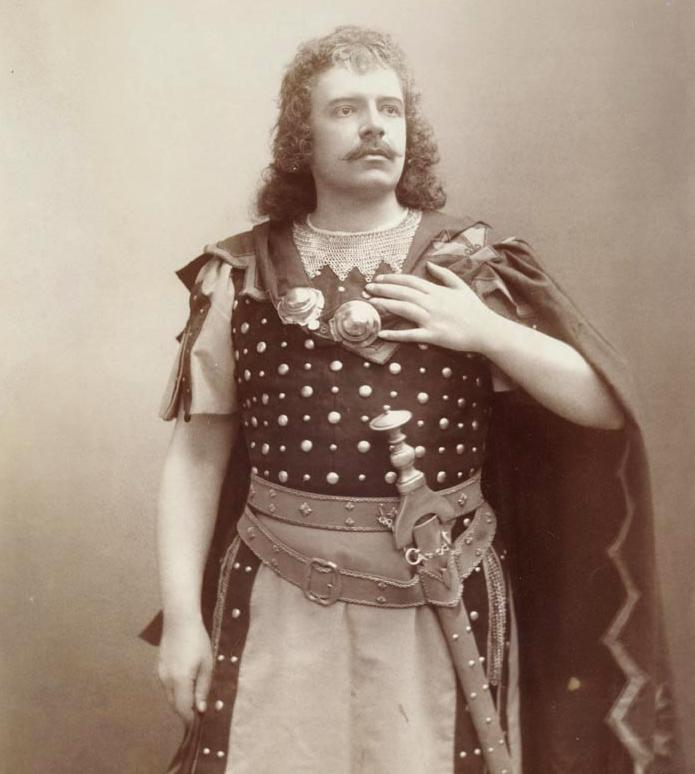
Jean de Reszke

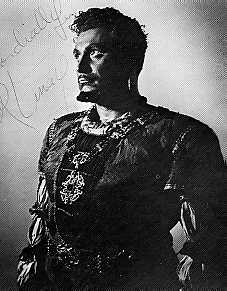
Ramón Vinay

El tenor dramático (it.: tenore drammatico, al.: Heldentenor) es un matiz dentro del registro vocal de tenor. El tenor dramático es el típico protagonista del Musikdrama (drama musical) de Richard Wagner en Alemania, la Grand Opera de Giacomo Meyerbeer en Francia y la ópera romántica y verista de Verdi y Ruggero Leoncavallo.
En Alemania se les divide entre Heroicos (Heldentenor) y Joven Heroico (Jugendlicher Heldentenor) equivalente al spinto en Italia.
Se caracteriza por su gran potencia en la octava central y en los graves, necesitada para cantar por encima de la orquesta romántica con más de cien instrumentistas. Aunque sus agudos no son su punto fuerte, son bastante buenos. 
La fuerza vocal del tenor dramático se paga con la frecuente incapacidad del cantante dramático a la coloratura, al mezza di voce y a un buen agudo.
Muchos tenores dramáticos comenzaron su carrera como barítonos, por ejemplo: Lauritz Melchior y Ramón Vinay.
El primer tenor heroico fue Ludwig Schnorr von Carolsfeld, el primer Tristan en 1865. Los tenores dramáticos o heroicos más famosos han sido Melchior, Jean de Reszke, Leo Slezak, Max Lorenz, Set Svanholm, Günther Treptow, Franz Völker, Ludwig Suthaus, Jon Vickers, James King, Wolfgang Windgassen, Jess Thomas, Alberto Remedios, Helge Brilioth, Rene Kollo, Sandor Konya, Mario del Monaco, James McCracken, Siegfried Jerusalem, Spas Wenkoff, Peter Hoffmann, Ben Heppner, Torsten Kerl y Peter Seiffert.

## Roles dramáticos[1]
Roles de tenor dramático en la ópera y en operetas son:
| - Tristan, Siegfried, Siegmund, Parsifal, Lohengrin, Walther, Tannhauser y Rienzi de Richard Wagner - Bacchus, el Emperador de La mujer sin sombra de Richard Strauss - Eneas de Les Troyens de Berlioz. - Calaf, Turandot (Puccini) - Canio, Pagliacci (Leoncavallo) - Dick Johnson, La fanciulla del West (Puccini) - Don Álvaro, La forza del destino (Verdi) | - Florestan, Fidelio (Beethoven) - Otello, Otello (Verdi) - Peter Grimes, Peter Grimes (Britten) - Radames, Aida (Verdi) - Samson, Samson et Dalila (Saint-Saëns) |